# I won't forget you
I won't forget you es el tercer álbum de estudio de la artista española Princessa, lanzado el 22 de marzo de 1999, aunque su sencillo Snowflakes ya era conocido en 1998 como sintonía de una famosa serie alemana. El sencillo que acompañó la salida del álbum fue el homónimo I won't forget you, apoyado por una polémica campaña de Sólido Jeans, seguido de (You Just) Believe In You. En esta álbum encontramos rarezas como Once in a lifetime, versión en inglés del tema del primer álbum de Princessa Que te quiero, o The Way The Story Goes versión del tema de Sarah Brightman Only An Ocean Away. Es el primer álbum de Princessa íntegramente en inglés, sin ningún tema en español.

## Lista de temas
- 01. «I wont' forget you»
- 02. «Grand design»
- 03. «I wanna live with you»
- 04. «(You just) believe in you»
- 05. «I was wrong»
- 06. «It just begun»
- 07. «The way the story goes»
- 08. «Shut up and kiss me»
- 09. «So many people»
- 10. «Tell her»
- 11. «A better man»
- 12. «Once in a lifetime»
- 13. «Snowflakes»